# جیمز برید (جراح)
جیمز برید (انگلیسی: James Braid؛ ۱۹ ژوئن ۱۷۹۵ – ۲۵ مارس ۱۸۶۰) جراح، فیلسوف طبیعی و «دانشمند جنتلمن» اسکاتلندی بود. او از پیشگامان بررسی پدیده هیپنوتیزم بود که کارهای زیادی برای جدا کردن آن از نظریه‌های رایج مغناطیس حیوانی کرد.